# Oxford (miasto w stanie Wisconsin)
Oxford – miasto w Stanach Zjednoczonych, w stanie Wisconsin, w hrabstwie Marquette.